# Большой Кизил
Большой Кизил (баш. Оло Ҡыҙыл) — река, правый приток Урала. Длина реки — 172 км, площадь бассейна — 2080 км², общее падение 570 м.

## Гидрография
Берёт начало в понижении между хребтами Уралтау и Крыктытау, протекает с севера на юг по территории в Абзелиловского района и Челябинской области. В 30 км от истока Большой Кизил поворачивает на юго-восток и впадает в реку Урал в 2014 км от её устья.
Питание преимущественно снеговое; восточноевропейский тип водного режима с весенним половодьем. 71 % — сток весеннего половодья, 27 % (по другим данным — 22 %) — летне-осенней межени и 2 % (по другим данным — 7 %) — зимний сток.
Среднемноголетний расход воды у деревни Верхнее Абдряшево (в 48 км от устья) 4,17 м³/с (объём стока 0,132 км³/год). Максимальный расход воды 179 м³/с, минимальный зимний — 0,010 м³/с (в марте 1976 года), минимальный в период открытого русла —— 0,053 м³/с. Река замерзает в начале ноября, вскрывается в апреле.
В бассейне реки на горно-лесных тёмно-серых, горных выщелоченных чернозёмах, горных недоразвитых почвах произрастают светлохвойные леса из сосны и лиственницы, берёзовые и сосново-берёзовые леса. На обыкновенных и выщелоченных чернозёмах низовьев — разнотравные типчаково-ковыльные низкогорные степи, большей частью распаханные на равнине.
В реке водится вся рыба, присущая горным и равнинным рекам Южного Урала и Зауралья.

## Притоки (км от устья)
- 65 км: река Сувлыозек (Сувлы-Узяк, Мамил-Елга)
- 73 км: река Дарывды (Кара-Елга)
- 86 км: река Икстимер
- 106 км: река Идяш
- 124 км: река Кирдас
- 131 км: река Аргайда
- 131 км: река Большой Казмаш (Казмаш)
- 136 км: река Тай-Маништы
- 140 км: река Большой Наязды
- 148 км: река Куряк
- 158 км: река Кутырды
- 165 км: река Малая Майгашта

## Название
Название от башкирского оло — большой, ҡыҙыл — красный. Название реки связывают с тем, что в своём нижнем течении она размывает глинистую почву и вода приобретает красноватый оттенок; по другой версии — с красноватым цветом скальных выходов на берегах. А «большим» Кизил называют потому, что он крупнее другого правого притока Урала — Малого Кизила, текущего в противоположном направлении — на север (их истоки находятся на расстоянии нескольких километров друг от друга).